# 刘阐 (建州女真)
刘阐（?—?），又作刘谄，福满的次子，觉昌安的二哥，努尔哈赤的二伯祖。
福满共有六子，被后世尊为六祖，刘阐本人被奉二祖。号“宁古塔贝勒”，刘阐居阿哈河洛地方。一共有三个儿子：长子陆虎臣（禄胡臣）、次子玛英格（麻宁格）、三子门图（门土）。后代为红带子觉罗。